# Atmosphärische Eisenbahn

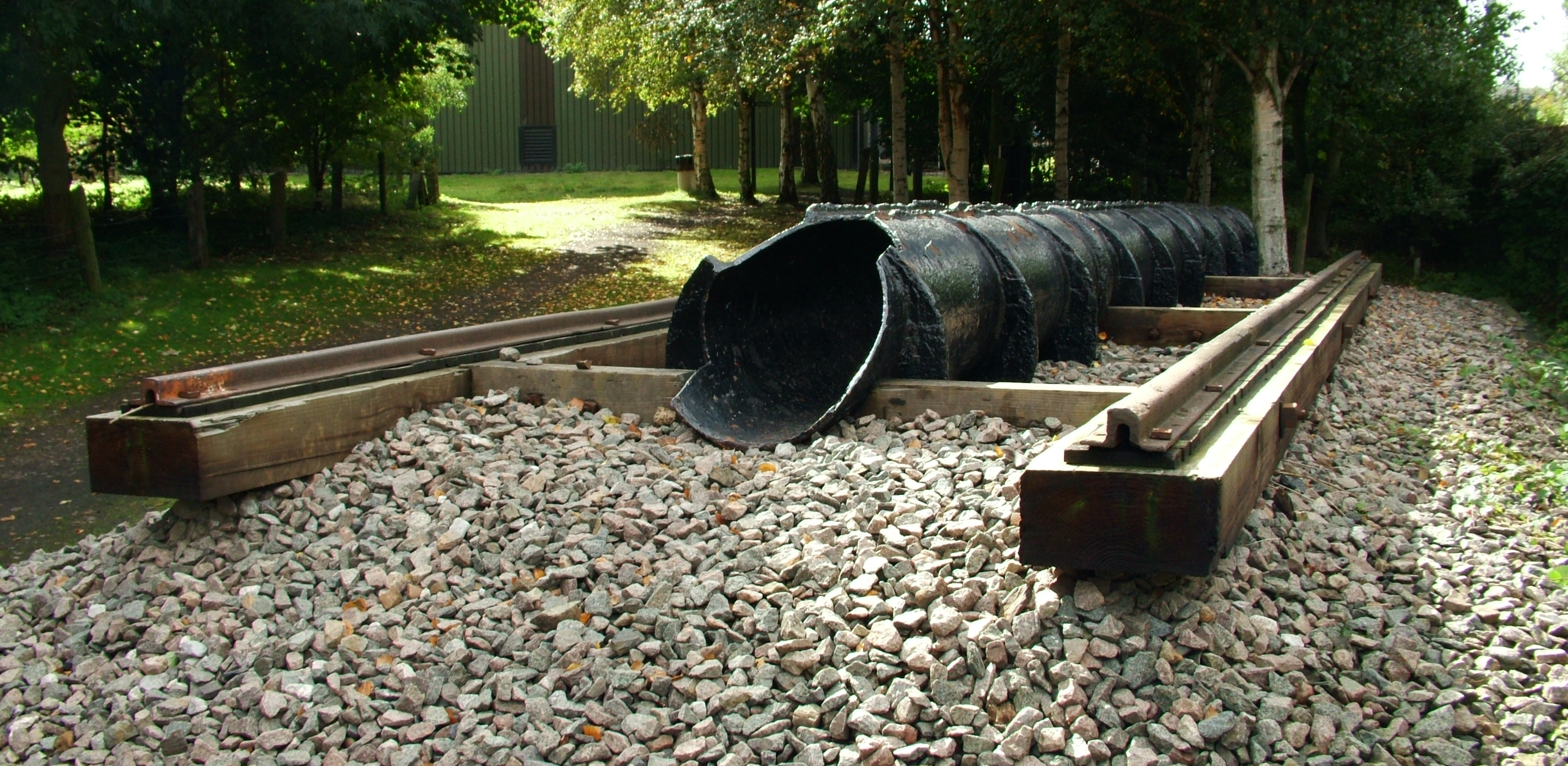
Gleisstück einer atmosphärischen Eisenbahn in Breitspur, wie sie auf der Strecke Exeter – Plymouth von Isambard Kingdom Brunel verwendet wurde

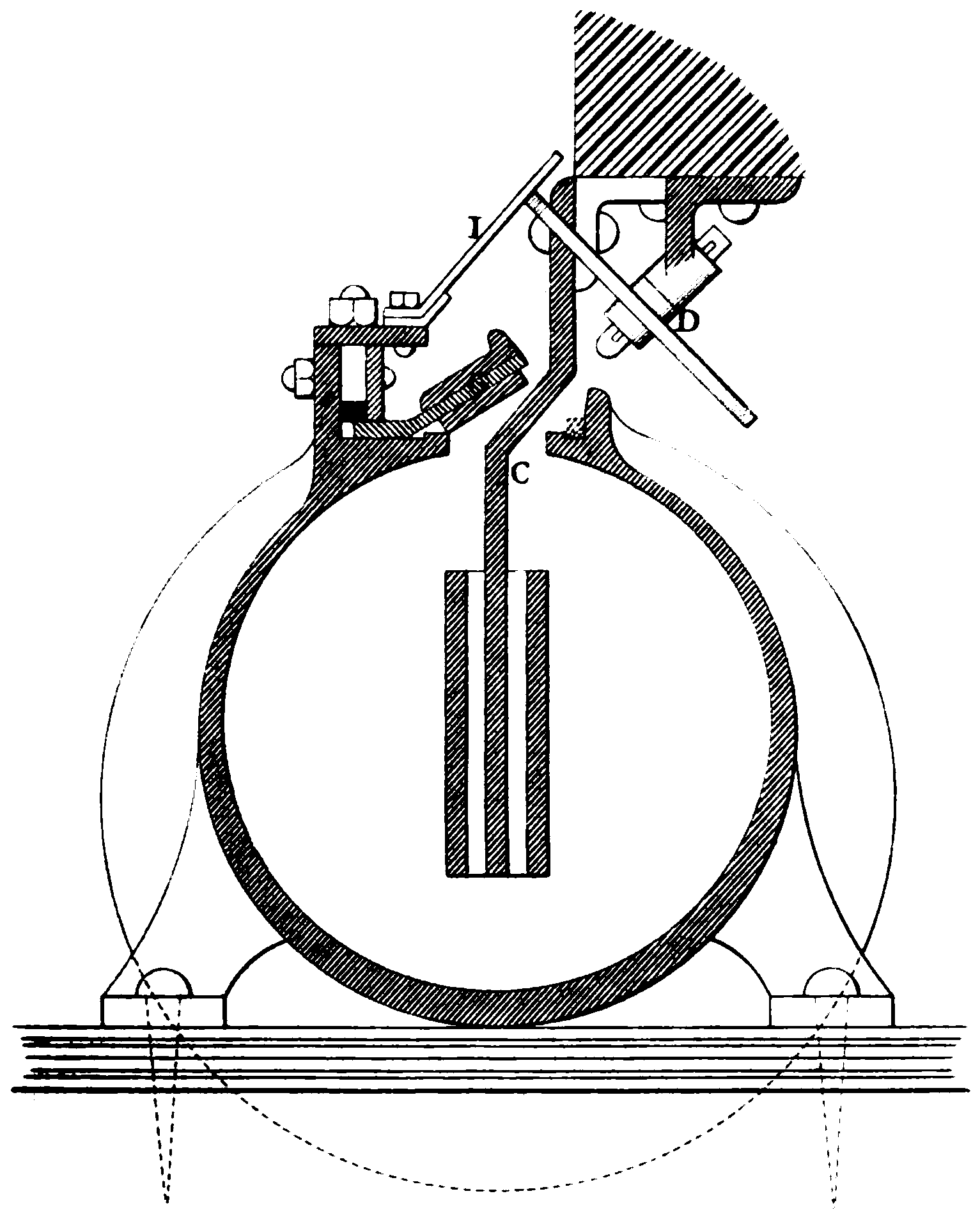
Querschnitt durch die Antriebsröhre einer atmosphärischen Eisenbahn

Eine atmosphärische Eisenbahn ist eine Eisenbahn, bei der die Züge vom atmosphärischen Druck angetrieben werden.
Bei allen historischen und in Betrieb befindlichen entsprechenden Systemen wirkt der Luftdruck auf einen Kolben, der in einer oben geschlitzten Rohrleitung nahe den Schienen gleitet und mit dem Triebfahrzeug verbunden ist. Durch ortsfeste Pumpen wird Luft vor dem Kolben abgesaugt oder auch in die Rohrleitung gedrückt. Die Differenz des Drucks auf den beiden Kolbenseiten übt die Kraft auf das Triebfahrzeug aus, welche für die Fortbewegung genutzt wird.
Die atmosphärische Eisenbahn war in den Anfängen der Eisenbahn auf verschiedenen Strecken in England und Frankreich jeweils für kürzere Zeit im Einsatz. Häufig waren die stationären Antriebsmaschinen aufwändig in Betrieb und Wartung und insbesondere die Abdichtung des Schlitzes an der Rohrleitung konnte technisch nicht befriedigend gelöst werden. Das häufig zur Abdichtung des Schlitzes verwendete Leder wurde brüchig und das als Schmier- und Dichtstoff verwendete Talg und Bienenwachs verflüssigte sich bei höheren Temperaturen.
Zu Beginn wurde der atmosphärische Antrieb häufig eingesetzt, um Gefällestrecken zu überwinden, für welche die damaligen Dampflokomotiven zu wenig Antriebskraft entwickelten. In Einzelfällen wurde eine Geschwindigkeit von bis 160 km/h erreicht.
Zu einer Wiederbelebung kam es gegen Ende des 20. Jahrhunderts: In einem indonesischen Themenpark gibt es eine 3,2 km lange Ringstrecke und im Flughafen der brasilianischen Stadt Porto Alegre fährt seit August 2013 eine atmosphärische Eisenbahn.

## Begriffsabgrenzung
Vor allem im englischsprachigen Raum wird unter dem Begriff der atmosphärischen Eisenbahn manchmal auch die pneumatische Eisenbahn eingeschlossen. Bei diesem System wirkt der für den Vortrieb nötige Druckunterschied nicht auf einen mit dem Fahrzeug verbundenen Kolben, sondern auf das ganze Fahrzeug, das in einem entsprechend eng umschließenden Tunnel verkehrt.
Das amerikanische Hyperloop-Konzept setzte anfangs auf einen Vortrieb durch vom Triebwagen angesaugte Luft.

## Historische Bahnen des 19. Jahrhunderts
Der englische Ingenieur George Medhurst, der die Rohrpost erfunden hatte, machte erste Vorschläge für eine atmosphärische Eisenbahn. Der Schlitz auf der Oberseite des Rohres wäre mit Hilfe von Wasser abgedichtet worden, was eine genau horizontal verlaufende Trassenführung ohne Steigungen verlangt hätte und somit das System für praktische Anwendungen uninteressant machte. Erst der britische Ingenieur Samuel Clegg und die Samuda Brothers machten die Idee 1838/39 realisierbar, indem sie eine Lederklappe als Dichtung für den Schlitz einführten. Die ersten Versuche fanden 1838 in Paris und 1839 auf einer 800 Meter langen Versuchsstrecke der damals noch nicht fertiggestellten West London Line in den Wormwood Scrubs bei London statt. Dieses System wurde dann auch bei den vier ausgeführten Bahnen angewendet. Hallette schlug später einen Verschluss des Rohres mit aufblasbaren Dichtlippen vor, der aber nie in der Praxis umgesetzt wurde.

### Ausgeführte Bahnen

#### Dublin & Kingstown Railway

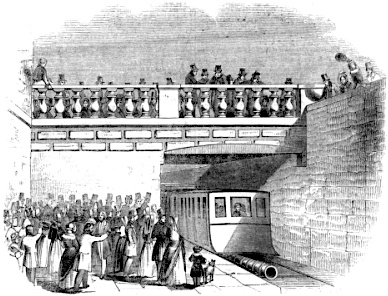
Ankunft der Dalkey Atmospheric Railway in Kingstown (Verlängerung der Dublin and Kingstown Railway; The Illustrated London News, 1844)

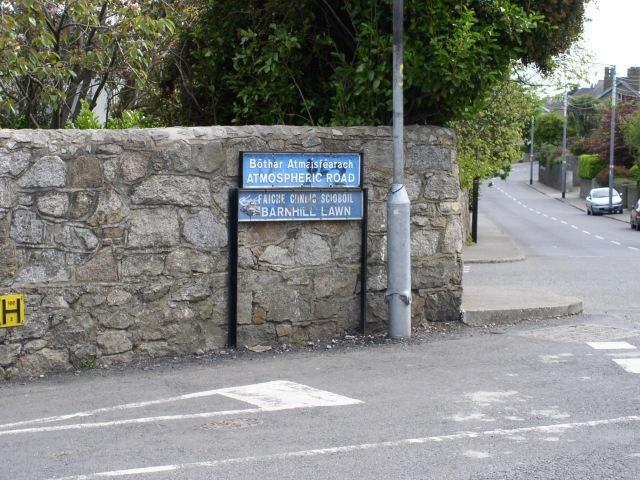
Straßenschild in Dalkey, das an die atmosphärische Eisenbahn erinnert

1844 wurde die erste atmosphärische Bahn für kommerziellen Betrieb in Irland eröffnet. Die 2,7 Kilometer lange Strecke verband Kingstown mit Dalkey und überwand dabei eine Rampe mit 17,5 ‰ Steigung. Das Rohr für den Antrieb war aus drei Meter langen gusseisernen Röhren zusammengesetzt und hatte einen Durchmesser von 38 Zentimetern.
Die Strecke verlief in einem beinahe drei Meter tiefen Einschnitt und wies einen Tunnel auf. Das Lichtraumprofil war nur acht Zentimeter größer als die Fahrzeuge, so dass es für die Fahrgäste äußerst gefährlich war, den Kopf aus den Wagen zu strecken. Der atmosphärische Antrieb wurde nur auf der Bergfahrt nach Dalkey benutzt, der Rückweg nach Kingstown wurde von den Wagen ohne Antrieb zurückgelegt. Die Steigung war bereits einen halben Kilometer vor dem Bahnhof zu Ende, so dass die restliche Strecke mit Schwung durchfahren werden musste. Blieben die Wagen auf der Strecke stehen, waren Reisende der dritten Klasse angehalten, den Zug bis in den Bahnhof zu schieben, während die anderen Fahrgäste den Rest der Strecke zu Fuß zurücklegten. Nachdem die Pumpe der Antriebsanlage einen Defekt erlitten hatte, wurde der Betrieb auf der Strecke während eines Monats mit einer Dampflokomotive aufrechterhalten, bevor er am 12. April 1854 gänzlich eingestellt wurde.

#### Croydon Atmospheric Railway
Der Eisenbahningenieur William Cubitt schlug der London & Croydon Railway den Bau einer atmosphärischen Eisenbahn entlang der bereits bestehenden Linie vom Bahnhof London Bridge nach Croydon mit einer Verlängerung nach Epsom vor, was eine dreißig Kilometer lange atmosphärische Eisenbahn ergeben hätte. Das Projekt ließ sich aber wegen technischer Mängel nicht realisieren.

##### Geschichte
1844 erteilte das Parlament der London & Croydon Railway die Erlaubnis, ein zusätzliches Gleis für die atmosphärische Eisenbahn entlang der bestehenden Linie zu bauen. Das Gleis wurde von London bis Croydon östlich der bestehenden Anlagen verlegt, wobei zwischen Norwood und Croydon erstmals in der Eisenbahngeschichte ein Überwerfungsbauwerk errichtet werden musste, weil die Röhre der atmosphärischen Eisenbahn keine niveaugleiche Kreuzung mit lokomotivbetriebenen Strecken erlaubte. Die Überwerfung führte die atmosphärische Eisenbahn nach Croydon über die Gleise nach Dover und Brighton hinweg, wobei für die Rampen eine Steigung von 20 ‰ gewählt wurde.
Im Sommer 1845 fanden erste Versuchsfahrten statt und im Januar 1846 wurde der reguläre Betrieb zwischen Croydon und Forest Hill aufgenommen. Die im Vergleich zu lokomotivbespannten Zügen ruhige Fahrt wurde gelobt, wobei für die damalige Zeit bemerkenswert hohe Geschwindigkeiten bis 160 km/h erreicht wurden. Die Bahn wurde wegen technischer Unzulänglichkeiten nach zweieinhalb Jahren auf den Betrieb mit Lokomotiven umgestellt.

##### Technik

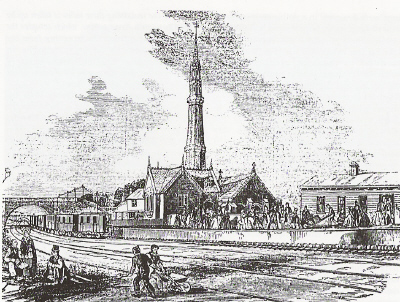
Jolly-Sailor Station und Pumpanlage der Croydon Atmospheric Railway

Für die Bahn wurden vier Pumpstationen errichtet:
- Croydon
- Jolly-Sailor Station – dieser Bahnhof trug den Namen eines nahe gelegenen Pubs und lag in der Nähe der heutigen Norwood Junction
- Dartmouth Road, in der Nähe von Forest Hill
- New Cross

Die Pumpstation in New Cross wurde nie genutzt, weil die atmosphärische Eisenbahn nicht nördlich von Forest Hill verkehrte. Die Bauwerke wiesen einen hohen Turm auf, der an eine Kathedrale erinnerte und den Schornstein der Kesselanlage sowie das Abluftrohr der Pumpen beherbergte.
Die Züge bestanden aus bis zu 16 Wagen, die von einem aus zwei gekuppelten Wagen bestehenden Triebfahrzeug gezogen wurden. Der Kolben war am ersten Wagen befestigt, während der zweite Wagen mit einer Vorrichtung versehen war, welche die Dichtung des Rohres wieder verschloss. Das Rohr zwischen den Schienen maß 38 Zentimeter im Durchmesser. Um die Anfahrt der Züge zu erleichtern, führten die Gleise mit leichtem Gefälle aus den Stationen.

##### Betrieb
Das zielgenaue Anhalten war schwierig, im Besonderen konnten die Züge nicht zurückgesetzt werden, wenn sie über den gewünschten Haltepunkt hinausgefahren waren. Bei vollbesetzten Zügen reichte manchmal die Antriebskraft nicht aus, diese über die Überwerfung zu ziehen. In solchen Fällen wurden die ersten drei bis vier Wagen abgehängt und bis zum Beginn des Gefälles gefahren, während der Rest des Zuges in der Steigung stehen gelassen wurde. Die beiden Zugsteile wurden danach mit einem langen Seil verbunden und so bis zur Endstation befördert. Ein weiteres Problem war die Dichtung an der Oberseite des Rohres, die bei extremen Witterungen nicht funktionierte, weil sie entweder zu hart oder zu weich war.

#### Strecke Exeter–Newton der South Devon Railway

##### Geschichte
Der britische Ingenieur Isambard Kingdom Brunel verlängerte die Great Western Railway mit der 84 km langen South Devon Railway von Exeter nach Plymouth. Von dieser Strecke wurden 32 km zwischen Exeter und Newton Abbot als atmosphärische Eisenbahn fertiggestellt und in Betrieb genommen. Die Strecke wurde bereits 1846 mit lokomotivbespannten Zügen eröffnet, wobei die Installation der Rohrleitung für die atmosphärische Eisenbahn parallel zum Fahrplanbetrieb vorgenommen wurde. Die ersten Kolbenwagen für die atmosphärische Eisenbahn wurden im Februar 1847 geliefert, ab September 1847 verkehrten die ersten Züge mit Reisenden im Versuchsbetrieb. Der reguläre Verkehr wurde ab Februar 1848 gänzlich von der atmosphärischen Eisenbahn bewältigt, doch bereits im September 1848 wurde deren Betrieb wieder eingestellt und die Züge mit Lokomotiven befördert.

##### Technik

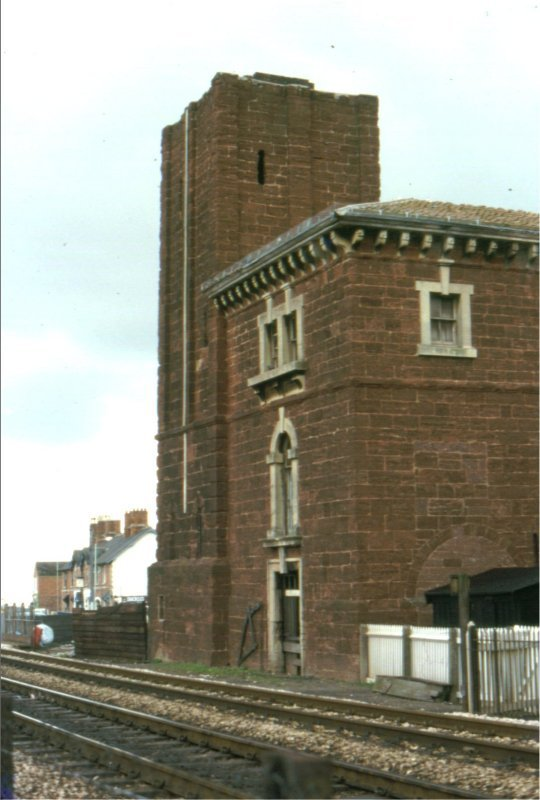
Erhaltenes Pumpenhaus der South Devon Railway in Starcross

Die Pumpenhäuser wurden mit ungefähr fünf Kilometern Abstand entlang der Strecke aufgestellt. Sie befanden sich in Exeter St Davids, Countess War, Turf, Starcross, Dawlish, Teignmouth, Bishopsteignton und Newton Abbot. In jedem Pumpenhaus waren zwei vertikale 41,5-PS-Dampfmaschinen installiert, die mit Dampf von 2,8 bar Druck versorgt wurden.
Das Rohr zwischen den Schienen war ursprünglich mit 30 cm Durchmesser vorgesehen, musste aber nach den ersten Versuchen auf 38 cm vergrößert werden. Die Dichtung des Schlitzes im Rohr bestand aus Ochsenleder, das anfänglich mit Kalkseife und später mit Lebertran und Seife geschmiert wurde.

##### Betrieb
Nach anfänglichen Problemen mit Feuchtigkeit und Schmutz in den Rohren sowie mangelhaft gebauten Dampfmaschinen konnte die Strecke dem Betrieb übergeben werden. Die Züge erreichten eine durchschnittliche Geschwindigkeit von 103 km/h. Der Betrieb konnte aber nicht lange aufrechterhalten werden, weil die Dichtung des Schlitzes im Rohr leckte und die Dampfmaschinen zu viel Kohle verbrauchten.
Die Leckagen der Dichtung am Rohr stammten einerseits davon, dass diese bei Kälte einfror und brüchig wurde, und anderseits, dass sie von Ratten gefressen wurde, die durch die verwendeten Schmierstoffe angelockt wurden. Damit die Bahn überhaupt betrieben werden konnte, war eine Gruppe von Bahnangestellten vollzeitig dazu abgestellt, die Dichtung zu schmieren und Leckagen zu beseitigen.
Der hohe Kohlenverbrauch der Dampfmaschinen stammte davon, dass diese für das ursprünglich vorgesehene kleinere Rohr dimensioniert waren und deshalb länger und schneller als vorgesehen betrieben werden mussten. Außerdem fehlte es an geeigneten Kommunikationseinrichtungen, so dass die Pumpenhäuser nach den Vorgaben des Fahrplans arbeiteten und bei verspäteten Zügen oft vergebens betrieben wurden.
Nach einem halben Jahr Betrieb stellte Brunel fest, dass die Betriebskosten der Dampfmaschinen dreimal so hoch waren, wie er berechnet hatte. Um die Betriebskosten in den Griff zu bekommen, hätte die Rohrdichtung auf der ganzen Länge der Strecke ersetzt und die zu schwachen Dampfmaschinen aufgerüstet werden müssen. Die Direktion der Bahn beschloss deshalb auf Empfehlung von Brunel die Einstellung des Betriebes der atmosphärischen Eisenbahn und die Rückkehr zu den lokomotivbespannten Zügen.

#### Strecke Le Pecq–St. Germain der Chemin de fer de Paris à Saint-Germain

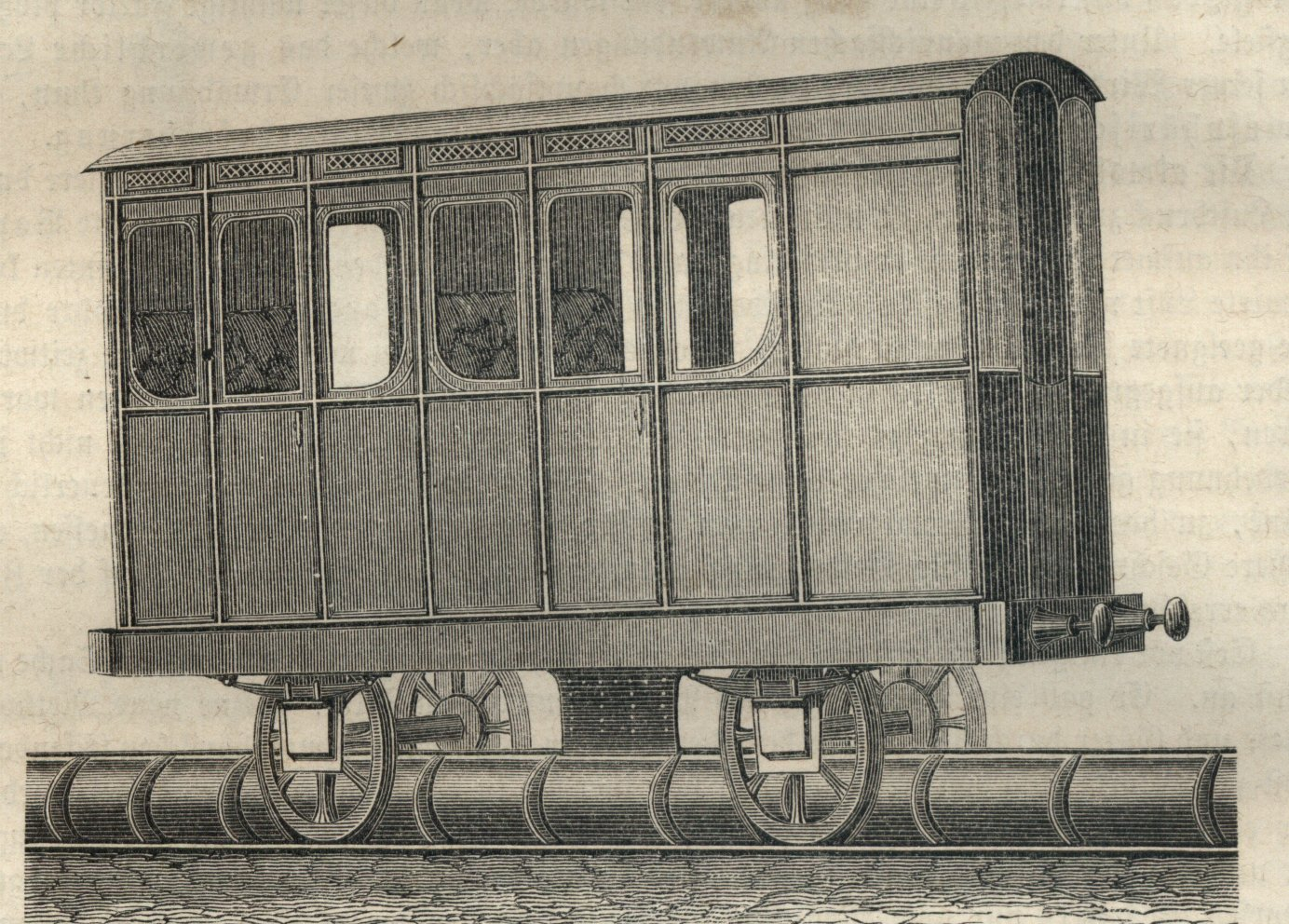
Zugwagen der atmosphärischen Eisenbahn Le Pecq–Saint-Germain

##### Geschichte
In Frankreich wurde die erste ausschließlich dampfbetriebene Eisenbahnstrecke am 24. August 1837 eingeweiht. Die Züge verkehrten zwischen Gare Saint-Lazare und Le Pecq etwa zwanzig Kilometer westlich von Paris. Das eigentliche Ziel der Bahn war Saint-Germain-en-Laye, das auf einer Terrasse über der Seine liegt, aber nur über eine 35-‰-Rampe mit mehreren Kunstbauten erreicht werden konnte. Diese Steigung wurde den damaligen Lokomotiven nicht zugemutet, weshalb auf diesem 2,5 Kilometer langen Abschnitt eine atmosphärische Eisenbahn eingerichtet wurde, die am 15. April 1847 den Betrieb aufnahm. Nachdem sich am 6. September 1858 ein Eisenbahnunfall in der Station Le Pecq ereignet hatte, weil ein Zug aus der Station Saint-Germain entlaufen war, wurde der Betrieb der atmosphärischen Eisenbahn am 2. Juli 1860 eingestellt.
Ursprünglich war vorgesehen, die atmosphärische Eisenbahn bereits ab der Station Nanterre zu betreiben. Es wurden deshalb auch Maschinenhäuser in Nanterre und Chatou gebaut, die aber nie Dampfmaschinen erhielten und 1848 bei Unruhen teilweise zerstört wurden.

##### Technik
Das zwischen den Schienen liegende Rohr für den Antrieb war zur Hälfte eingegraben und bestand aus 850 einzelnen Gussröhren mit einem Durchmesser von 63 cm. Für die Zugfahrten wurde das Rohr auf ca. 0,6 bar evakuiert.

##### Betrieb
Der atmosphärische Antrieb wurde nur auf der Bergfahrt nach Saint-Germain benutzt. In Le Pecq wurde die Lokomotive des aus Paris kommenden Zugs abgekuppelt und der Zugwagen der atmosphärischen Eisenbahn dem Zug vorgestellt. Nachdem die Dampfmaschine etwa vier Minuten die Leitung evakuiert hatte, konnte der Zug mit einer Seilwinde zum Anfang der Rohrleitung gebracht werden, wo der Zugkolben nach dem Öffnen des Eintrittsventils in die Rohrleitung eingeführt werden konnte und der Zug in Richtung Saint-Germain gesogen wurde. Zweihundert Meter vor dem Endbahnhof war die Rohrleitung zu Ende. Der Zug verließ sie durch ein Austrittsventil und rollte ohne Antrieb die restliche Strecke zum Bahnhof.
Für die Rückfahrt wurden die Züge im Bahnhof Saint-Germain mit einer Seilwinde zum Anfang des Gefälles gezogen, bis sie allein durch die Schwerkraft angetrieben dem Bahnhof Le Pecq entgegen rollten. Das Zugfahrzeug der atmosphärischen Eisenbahn war speziell mit starken Bremsen ausgerüstet, um die Geschwindigkeit des Zuges im Gefälle kontrollieren zu können.

### Nicht ausgeführte Projekte des 19. Jahrhunderts
Mitte des 19. Jahrhunderts wurde für mehrere Eisenbahnprojekte, die größere Steigungen überwinden sollten, eine atmosphärische Eisenbahn vorgeschlagen:
- Stuttgart, 1843/44: Charles Vignoles, den der württembergische Staat als Berater für den Entwurf seiner ersten Eisenbahnstrecken engagiert hatte, empfahl atmosphärisch betriebene Steilrampen für den Albaufstieg der Ostbahn über die Geislinger Steige und für einen Abstieg der Nordbahn in das Enztal zwischen Tamm und Bissingen.[11]
- Wien, 1844: Vorschlag einer Stadtbahn vom Lobkowitzplatz nach Hütteldorf von Heinrich Sichrowsky[12][13]
- Wien, 1849: Verbindungsbahn vom Hauptzollamt zum Südbahnhof von Julius Pollak[14]
- Semmeringbahn, 1848: Vorschlag von Adalbert Ritter von Schmid[14]
- Gotthardbahn, 1865: Die italienische Kommission, die sich mit den Traktionsmitteln der zukünftigen Gotthardbahn befasste, erwähnte eine atmosphärische Bahn nach dem System Coletti, die aber weiter keine Beachtung mehr fand.[15] Das System arbeitete mit geschlossenen Röhren ohne Schlitze, in denen Kolben liefen, die über Drahtseile mit den Zügen verbunden waren.[16]

## Entwicklung im 20./21. Jahrhundert

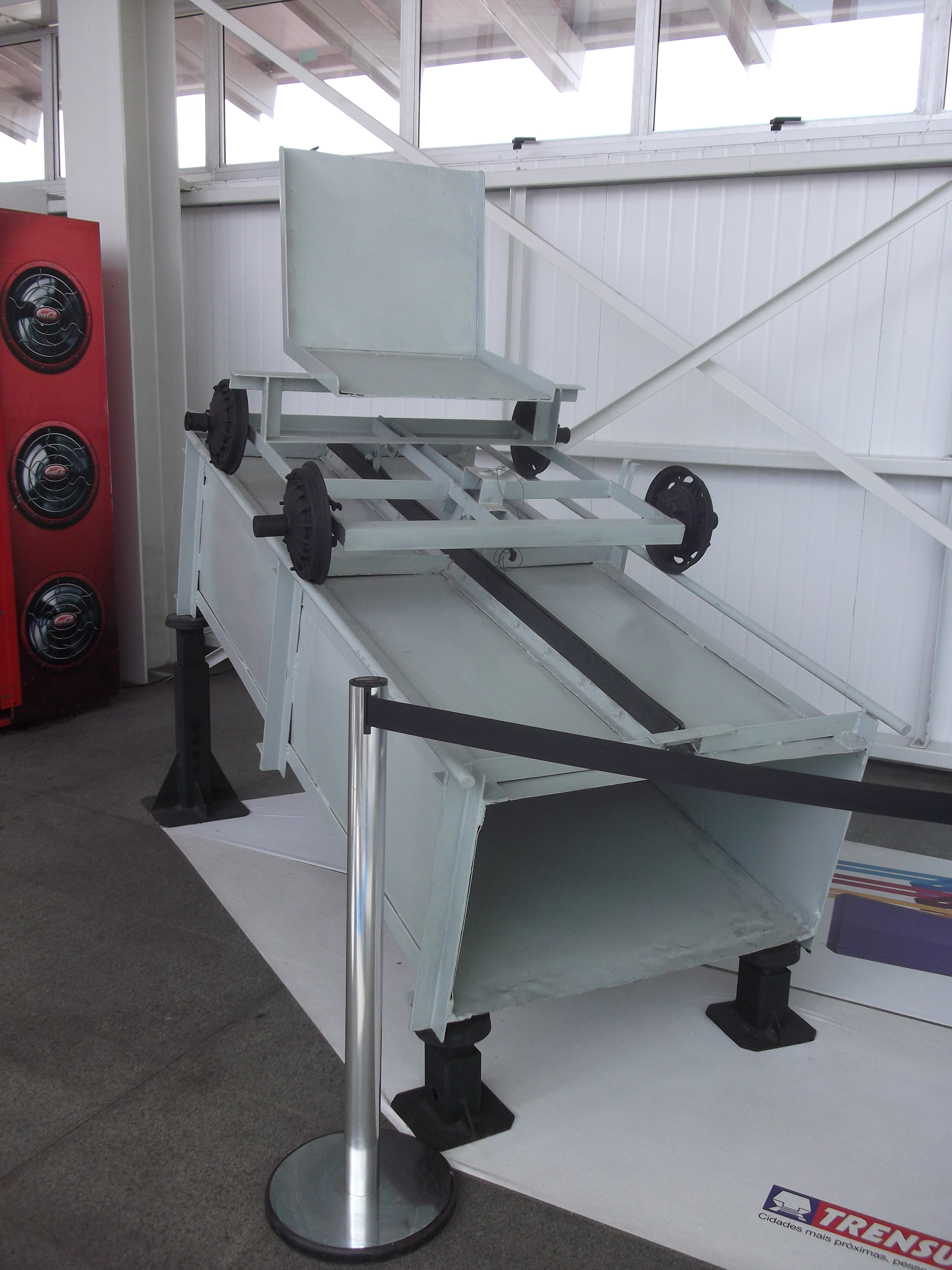
Ein 1:1-Modell des Prototyps des Systems Aeromóvel von 1977

Nachdem sich über ein Jahrhundert bei Technik oder Umsetzung bei der atmosphärischen Eisenbahn wenig tat, entwickelte der brasilianische Erfinder und Unternehmer Oskar Hans Wolfgang Coester in den 1970er-Jahren das System Aeromóvel: Die Bewegung der Fahrzeuge erfolgt mit Hilfe von stationären Gebläsen. Der von ihnen erzeugte Luftstrom trifft in einem abgedichteten, rechtwinkligen Strömungskanal aus Stahl auf rechteckige Platten, die unter dem Fahrzeug befestigt sind. 1977 erhielt Coester die ersten Patente auf diesem Arbeitsgebiet und baute eine 30 Meter lange Versuchsstrecke mit einem Fahrzeug für eine Person.
- 1980, Hannover Messe: Es wird ein Fahrzeug nach dem Prinzip Coester vorgestellt, das zwölf Personen fasst. Es transportiert innerhalb von neun Tagen 18.000 Personen.[18]

Im selben Jahr wird in seiner Heimatstadt Porto Alegre (Brasilien) eine rund 500 Meter lange Teststrecke von Coester in Betrieb genommen.
- 1983, Porto Alegre: Die Teststrecke wird auf rund 1000 Meter verlängert.

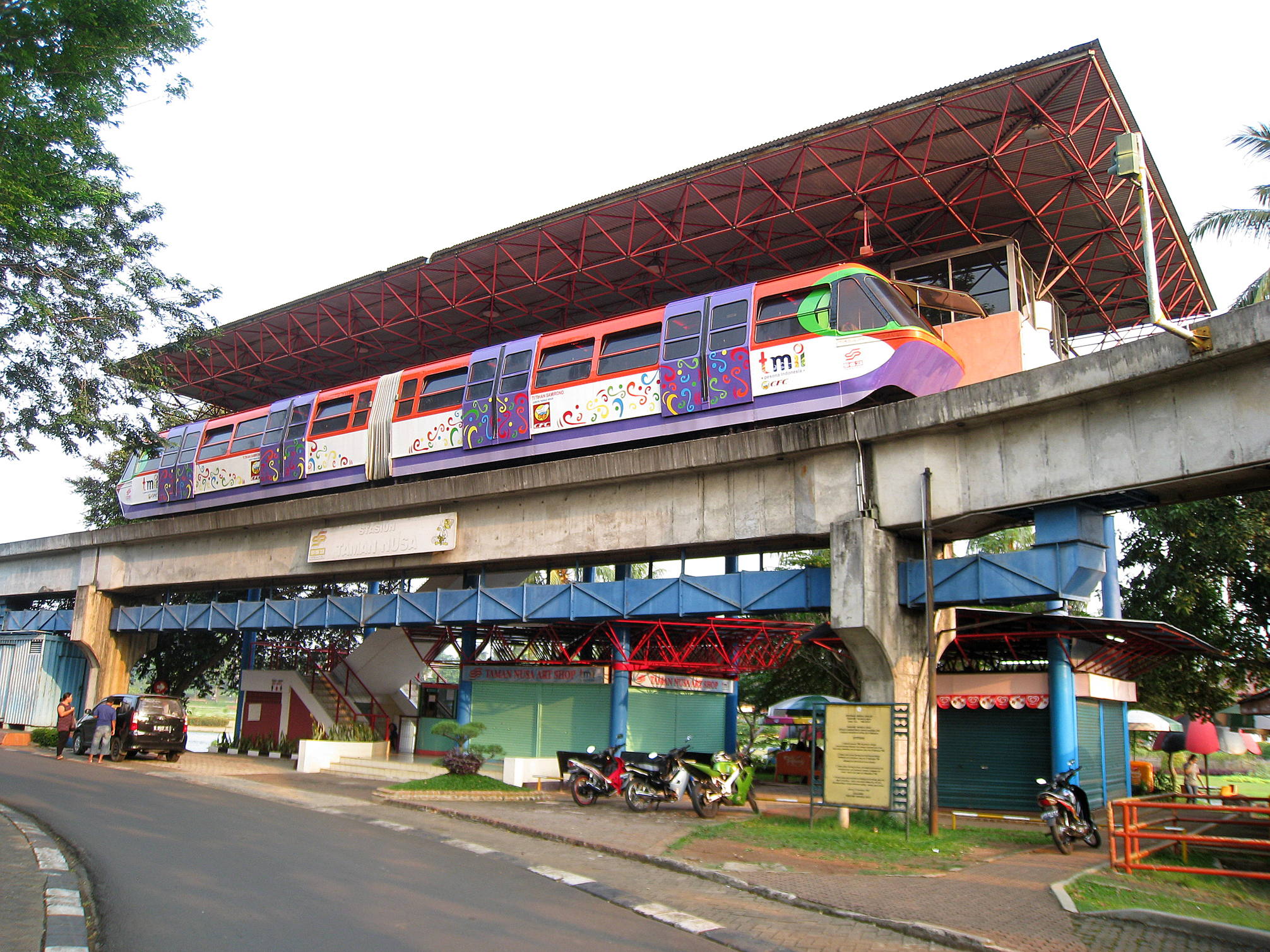
Ein Fahrzeug des Systems Aeromóvel im Taman Mini Indonesia Indah (2010)

- 1989, Taman Mini Indonesia Indah (Indonesien): Das etwa 100 Hektar große Gelände des Themenparks wurde bis in die 2010er Jahre durch eine 3,2 Kilometer lange atmosphärische Eisenbahn des Systems Aeromóvel erschlossen. Die Ringlinie wies sechs Haltestellen auf, die von drei zweiteiligen Zügen bedient wurden. 2019 wurde das System auf Dieselantrieb umgestellt.[19]

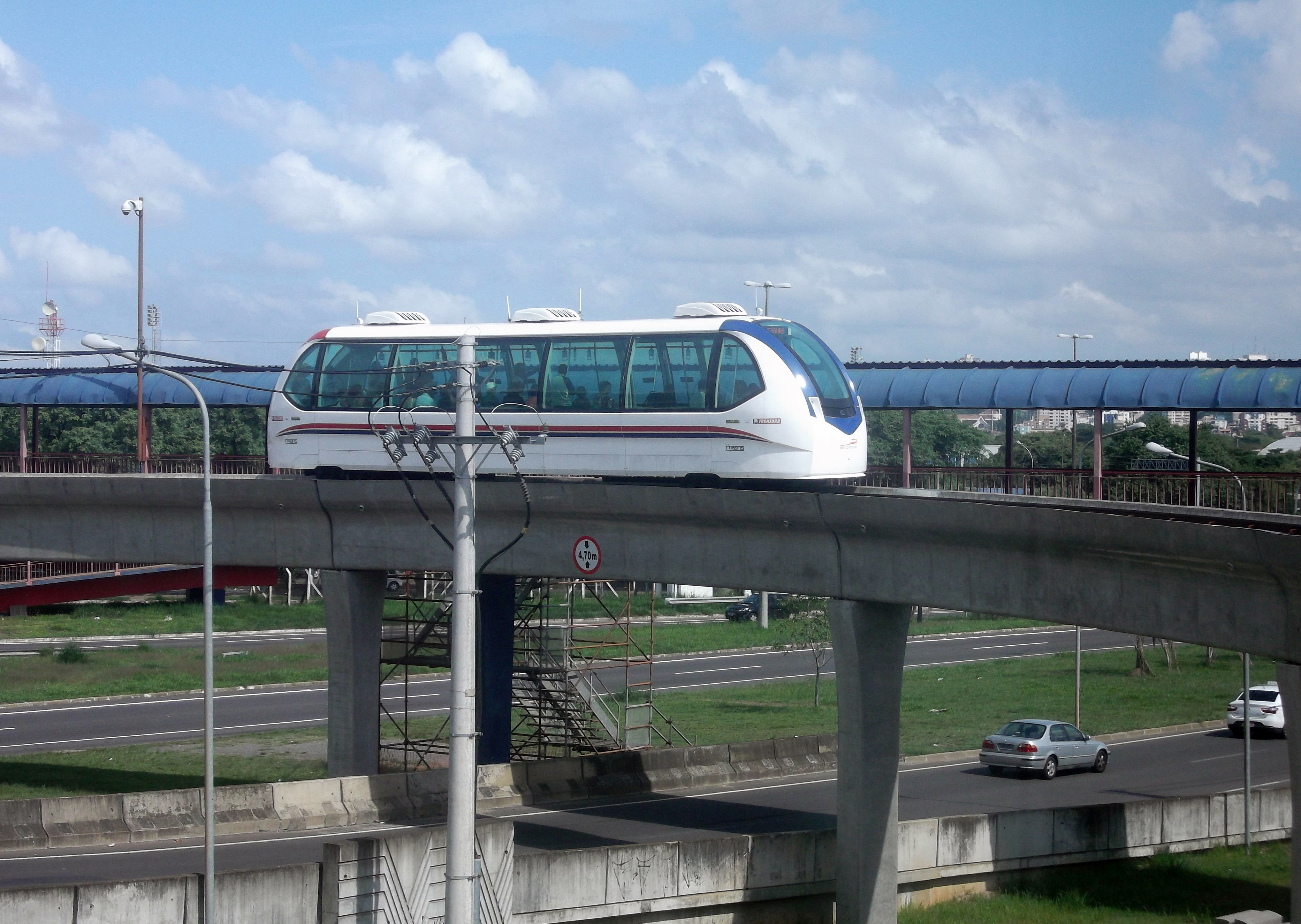
Ein Aeromóvel in Porto Alegre (2014)

- 2013, Flughafen Salgado Filho in Porto Alegre: Der Flughafen wird seit 10. August des Jahres über eine 1011 Meter lange Aeromóvel-Strecke mit 1000 Millimeter Spurweite an den Trensurb der Metrô de Porto Alegre angeschlossen. Das erste Fahrzeug bietet 150 Fahrgästen Platz, ein zweites, etwas später geliefertes Fahrzeug bietet die doppelte Kapazität.[20]
- 2025, Flughafen Guarulhos in São Paulo (Brasilien): Der größte Flughafen des Landes sollte ursprünglich ab 2024 über eine 2,7 Kilometer lange Aeromóvel-Strecke mit 1600 Millimeter Spurweite über vier Stationen an die Linie 13 der CPTM angeschlossen werden. Drei zweiteilige Fahrzeuge sollten in sechs Minuten Fahrzeit 2000 Passagiere je Stunde und Richtung befördern können.[21] Testfahrten begannen jedoch erst im April 2025, der Regelbetrieb soll Ende des Jahres beginnen.[22]